# Afromevesia quadrata
Afromevesia quadrata är en stekelart som först beskrevs av Morley 1916.  Afromevesia quadrata ingår i släktet Afromevesia och familjen brokparasitsteklar. Inga underarter finns listade i Catalogue of Life.